# Percina jenkinsi
Percina jenkinsi är en fiskart som beskrevs av Thompson, 1985. Percina jenkinsi ingår i släktet Percina och familjen abborrfiskar. IUCN kategoriserar arten globalt som sårbar. Inga underarter finns listade i Catalogue of Life.